# Lippe-Alverdissen

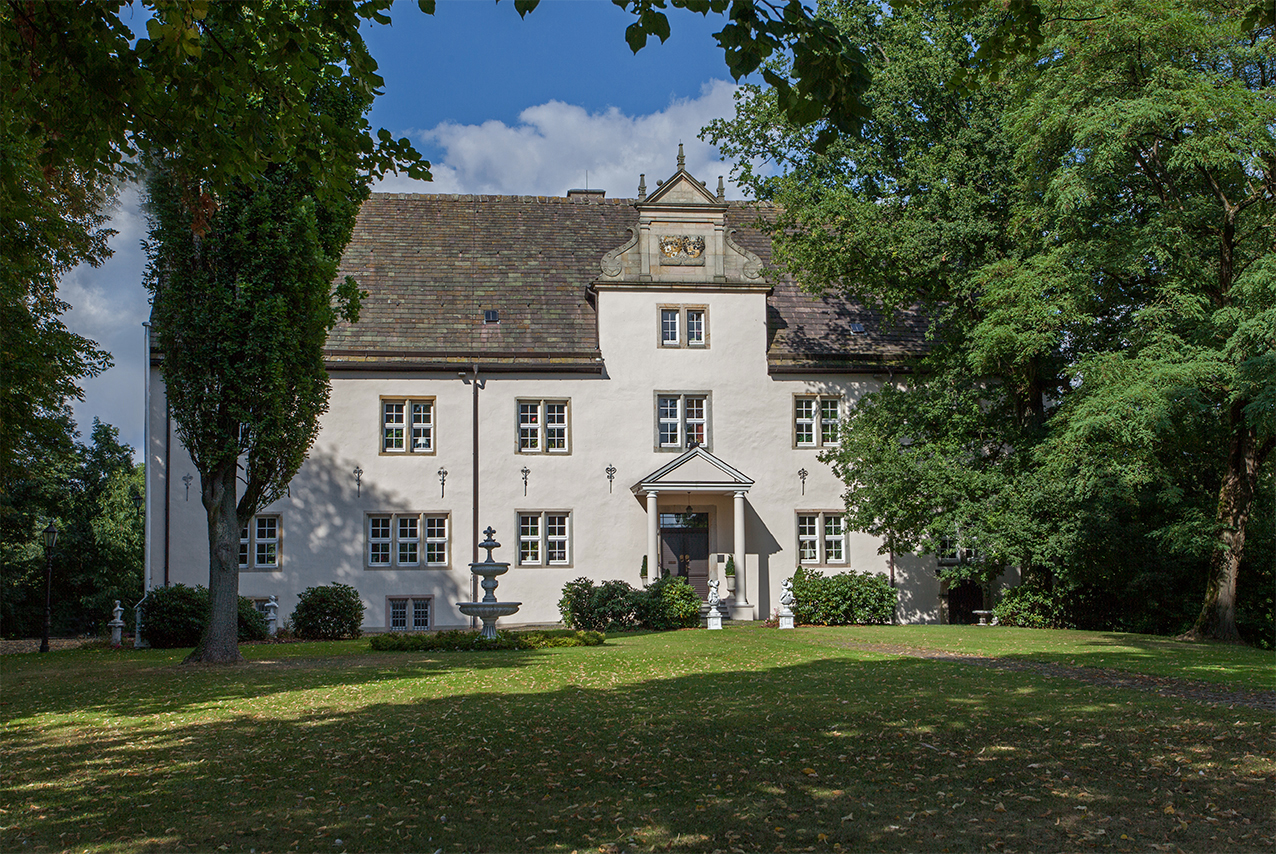
Castillo de Alverdissen.

Lippe-Alverdissen fue un condado de Alemania gobernado por la Casa de Lippe. Fue creado en 1613 tras la muerte del Conde Simón VI de Lippe, cuando su reino fue dividido entre sus tres hijos varones; el menor de ellos, Felipe recibió el territorio de Lippe-Alverdissen.
Después de la ascensión de Felipe a Conde de Schaumburg-Lippe en 1643 Lippe-Alverdissen pasó a formar parte de Schaumburg-Lippe. Tras la muerte del Conde Felipe en 1681 Schaumburg-Lippe pasó a manos de su hijo mayor Federico Cristián, mientras que Lippe-Alverdissen fue heredado por su segundo hijo Felipe Ernesto quien fundó la línea de Schaumburg-Lippe-Alverdissen. Las dos líneas se mantuvieron separadas hasta que la línea menor, Schaumburg-Lippe-Alverdissen, heredó los territorios de Schaumburg-Lippe en 1777.

## Condes de Lippe-Alverdissen (1613-1640 y 1681-1777)
- Felipe (1613-1640)

Unificación con Schaumburg-Lippe 1640.
- Felipe Ernesto I (1681-1723)
- Federico Ernesto (1723-1749)
- Felipe Ernesto II (1749-1777)

En 1777 el Conde Felipe Ernesto II sucedió como Conde de Schaumburg-Lippe.